# Distoleon cyrus
Distoleon cyrus är en insektsart som beskrevs av Hölzel 1972. Distoleon cyrus ingår i släktet Distoleon och familjen myrlejonsländor. Inga underarter finns listade i Catalogue of Life.